# Leeste
Leeste ist ein Ortsteil der Gemeinde Weyhe im niedersächsischen Landkreis Diepholz. Am 31. Dezember 2005 hatte Leeste 8.713 Einwohner, 2023 waren es 9.168.

## Geografie

### Lage
Leeste liegt im mittleren und nordwestlichen Bereich der Gemeinde Weyhe. Große Teile der Fläche sind unbebaut und werden vor allem als Acker-, aber auch als Weideland genutzt: Weyher Bruch und Leester Marsch.

### Flüsse
Hombach, Leester Mühlenbach, Gänsebach und Ochtum fließen durch den Ort.

### Nachbarorte
Nachbarorte von Leeste sind – von Norden aus im Uhrzeigersinn – Bremen, die Weyher Ortsteile Dreye, Kirchweyhe, Lahausen und Melchiorshausen, der Stuhrer Ortsteil Seckenhausen, der Weyher Ortsteil Erichshof und der Stuhrer Ortsteil Brinkum.

## Geschichte

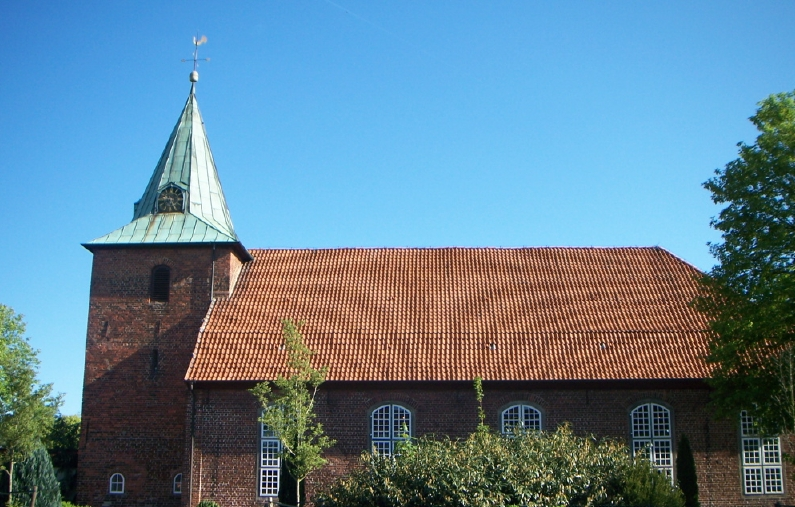
Marienkirche (Leeste) von 1770

1180: Nach der Urbarmachung des Brincimibrook und des Weigeribrook nach 1063 bzw. nach der Freigabe der Ausweisung der Ländereien zur Kultur von 1158 wurde der Ort durch Holländer gegründet. 1180 wird Leeste als von dem Holländer Bovo angelegter Ort neben Brinkum, Weige und Dreye erwähnt.
1770 wurde die ev.-luth. Marienkirche (Leeste) als  klassizistische Saalkirche gebaut.
Im 18. und 19. Jahrhundert sind die Leister als Fuhrleute bekannt, die die in Bremen angelandeten und hergestellten Waren in das Bremer Umland und bis nach Süddeutschland (Nürnberg) fahren. Zur Blütezeit des Frachtfuhrwesens soll es in Leeste mehr als 170 Fuhrleute gegeben haben.
1908 erhält der Ort Anschluss an die Kleinbahnlinie der Bremen-Thedinghauser Eisenbahn sowie einen Bahnhof mit Wasserturm von 1909 und Lokschuppen. Die Bahn stellte 1995 den Personenverkehr ein. 
Bis zum 1. März 1974 gehörte der Ortsteil Leeste zusammen mit Erichshof, Hörden, Angelse, Hagen und Melchiorshausen zur bis dahin selbstständigen Gemeinde Leeste. Zu diesem Zeitpunkt wurden die Gemeinden Kirchweyhe, Sudweyhe und Leeste zur Einheitsgemeinde Weyhe zusammengefasst. Das Rathaus befand sich am Henry-Wetjen-Platz neben der Kirche.
Die Leester evangelisch-lutherische Marienkirche stammt aus dem späten 18. Jahrhundert. Die Kirchengemeinde Leeste umfasst die Ortsteile der ehemaligen Gemeinde Leeste und gehört zum Kirchenkreis Syke-Hoya der Evangelisch-lutherischen Landeskirche Hannovers.

## Sehenswürdigkeiten, Baudenkmale
- In der Liste der Baudenkmale in Weyhe sind für Leeste sieben Baudenkmale aufgeführt.
- Pingelheini Museumsbahn Bremen-Thedinghausen in Leeste, Straße Irrgarten

## Persönlichkeiten
- Heinz Warneke (1895–1983), deutsch-amerikanischer Bildhauer, geboren in Hagen
- Gerhard Becker (1910–2006), Pfarrer, Heimatforscher und Künstler[4]
- Joachim Eichhorn (* 1946), Kirchenmusiker und Hochschullehrer

## Infrastruktur

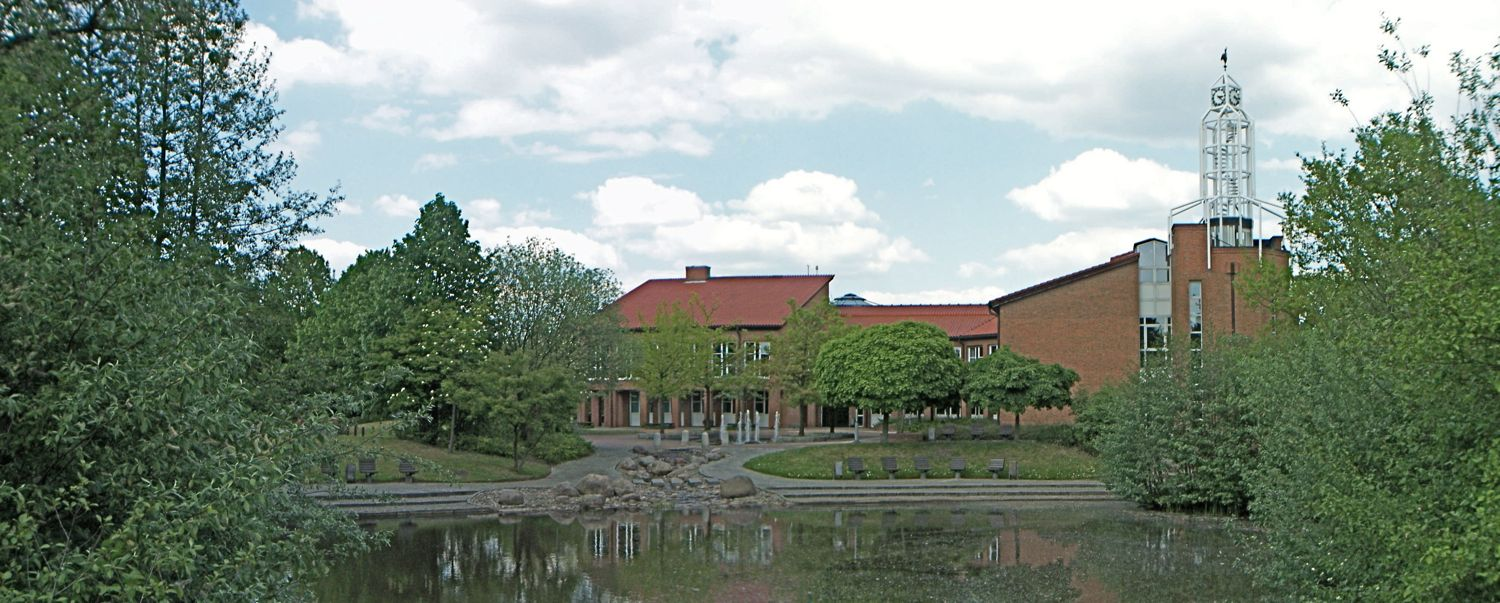
Das Rathaus der Gemeinde Weyhe im Ortsteil Leeste

- Das Rathaus für die Gemeindeverwaltung, das auch für kulturelle Veranstaltungen zur Verfügung steht, befindet sich in Leeste.
- Die kooperative Gesamtschule Weyhe-Leeste wurde 1973 eingeweiht und danach in mehreren Bauabschnitten fertiggestellt. Bis 1998 war sie eine Schule ab 7. Klasse.
- Evangelische Marienkirche von 1770
- Neuapostolische Kirche
- Die Leester Katholiken sind der Kirchengemeinde in Brinkum zugeordnet.